# Сибила Кристина фон Анхалт-Десау
Сибила Кристина фон Анхалт-Десау (на немски: Sibylle Christine von Anhalt-Dessau; * 10 юни 1603 в Десау; † 11 февруари 1686 в Ханау) от династията Аскани е принцеса от Анхалт-Десау и чрез женитби графиня на Ханау-Мюнценберг и графиня на Ханау-Лихтенберг.
Тя е дъщеря на княз Йохан Георг I от Анхалт-Десау (1567 – 1618) и втората му съпруга Доротея фон Пфалц-Зимерн (1581 – 1631), дъщеря на пфалцграф Йохан Казимир фон Зимерн и Елизабет Саксонска.
Сибила Кристина се омъжва за пръв път на 16 декември 1627 г. за Филип Мориц (1605 – 1638), граф на Ханау-Мюнценберг.  Те имат децата:
1. Сибила Мавритания (1630 – 1631)
2. Адофина (1631)
3. Филип Лудвиг III (1632 – 1641), последва баща си като граф на Графство Ханау-Мюнценберг
4. Йохан Хайнрих (1634)
5. Луиза Елеонора Белгика (1636)

След смъртта на първия ѝ съпруг тя поема регентството за нейния непълнолетен син Филип Лудвиг III. След смъртта на син ѝ през 1641 г. тя отива да живее във вдовишкия си дворец Щаинау в Щайнау ан дер Щрасе. Филип Лудвиг III е наследен от граф Йоханн Ернст (1613 – 1642) фон Ханау-Мюнценберг-Шварценфелс, който умира през 1642 г. и е последван от Фридрих Казимир от линията Ханау-Лихтенберг.
Сибила Кристина се омъжва втори път на 13 май 1647 г. за граф Фридрих Казимир фон Ханау (1623 – 1685). Той е 20 години по-млад от нея. Бракът е бездетен и с финансови диференции.
След смъртта на втория ѝ съпруг Сибила Кристина се оттегля през 1685 г. отново във вдовишката си резиденция, дворец Щайнау. Тя умира на 11 февруари 1686 г. Погребана е в оловен ковчег на 25 март 1686 г. във фамилната гробница в църквата Мария в Ханау.